# Brouette (position sexuelle)
 (juillet 2008).
Si vous disposez d'ouvrages ou d'articles de référence ou si vous connaissez des sites web de qualité traitant du thème abordé ici, merci de compléter l'article en donnant les références utiles à sa vérifiabilité et en les liant à la section « Notes et références ».

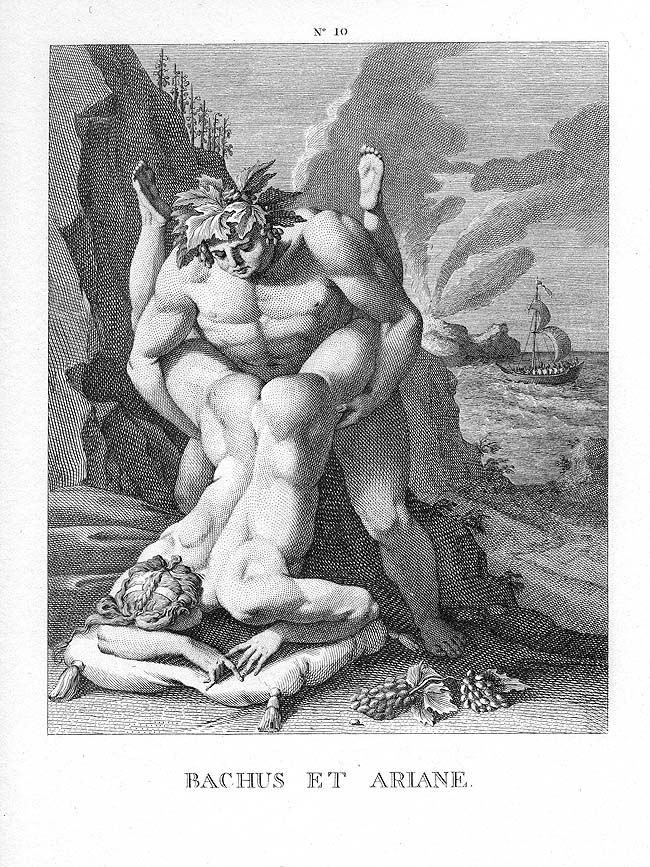
Gravure Bacchus et Ariane de Agostino Carracci.

La  brouette est une position sexuelle dans laquelle un rapport sexuel est effectué avec un premier partenaire appuyé sur les mains ou les avant-bras, tandis que le second, debout, le ou la soulève par les jambes pour permettre la pénétration. Le partenaire étendu peut entourer de ses jambes la taille de l'autre pour l'aider à tenir la position.